# シン・イェウン
シン・イェウン（朝: 신예은、1998年1月18日 - ）は大韓民国の女優、モデルである。JYPエンターテインメント、npioエンターテインメント所属。

## 来歴
安養芸術高校演技科を卒業し、成均館大学の演技芸術学科に在学していた2018年4月にJYPエンターテインメントからスカウトされ練習生となる。
同年オーディションを通じ、7月1日から放送されたPLAYLISTのウェブドラマ『A-TEEN』で主人公ド・ハナ役に抜擢されデビューを果たした。8月20日にJYPと正式に専属契約を結んだ。広告界でも注目され、化粧品、通信会社、ジュエリー、炭酸飲料など多数の広告モデルも務める。
2019年、ドラマ『彼はサイコメトラー』（tvN）でGOT7のパク・ジニョンと共演し、ヒロインを演じる。7月5日から2020年7月17日まで音楽番組『ミュージックバンク』でMCを務めた。
2020年には『おかえり〜ただいまのキスは屋根の上で!?〜』（KBS2）でINFINITEのエルと、『2人の恋は場合の数』（JTBC）で元Wanna Oneのオン・ソンウと共演し、主演を務めた。
2022年、『ザ・グローリー 〜輝かしき復讐〜』（Netflix）では清楚なイメージから一転し、いじめ主導者パク・ヨンジンの学生時代を演じ強烈なインパクトを与えた。
2023年、『コッソンビ熱愛史』（SBS）で主演を務め、時代劇に挑戦した。

## 人物
大学の同級生にASTROのチャ・ウヌや女優のソ・シネがいる。

## アルバム
| No. | アルバム名                                 | タイトル   | 参加           |
| --- | ------------------------------------------ | ---------- | -------------- |
| 1   | KBS おかえりO.S.T Part12 （2020年4月29日） | 「流れ星」 | シン・イェウン |

## 出演

### ドラマ
- A-TEEN[9]（2018年、PLAYLIST）- 主演：ド・ハナ役
- 彼はサイコメトラー[10]（2019年、tvN）- 主演：ユン・ジェイン役[11]
- A-TEEN 2[12]（2019年、PLAYLIST）- 主演：ド・ハナ役
- おかえり〜ただいまのキスは屋根の上で!?〜[13]（2020年、KBS）- 主演：キム・ソラ役[14]
- 2人の恋は場合の数[15]（2020年、JTBC）- 主演：キョン・ウヨン役[16]
- デコピン一発が別れに及ぼす影響（2021年、KBS2）- 主演：オ・ジン役[17]
- ユミの細胞たち2（2022年、TVING）- ユ・ダウン役[18]
- 代理リベンジ（2022年、Disney＋）- 主演：オク・チャンミ役[19]
- ザ・グローリー 〜輝かしき復讐〜（2022年、Netflix） - パク・ヨンジン（10代）役
- コッソンビ熱愛史（2023年、SBS）- ユン・ダンオ役[20]
- ザ・グローリー 〜輝かしき復讐〜 パート2（2023年、Netflix） - パク・ヨンジン（10代）役
- ジョンニョン: スター誕生（2024年10月12日 - tvN）‐　ホ・ヨンソ役

### TV番組
- ミュージックバンク（2019年7月5日 - 2020年7月17日、KBS 2TV）- MC[21]
- ハッピートゥギャザー4（2020年、KBS 2TV）- スペシャルMC
- KBS歌謡祭（2020年、KBS）- MC[22]

### ラジオ番組
- カン・ハンナのボリュームを上げて（2020年3月24日、KBS Cool FM）- ゲスト

- カン・ハンナのボリュームを上げて（2021年5月12日、KBS Cool FM）- スペシャルDJ

- シン・イェウンのボリュームを上げて（2021年11月1日 - 2022年7月31日、KBS Cool FM）- DJ[23][24]

### 広告
- 2018年 プレイス
- 2018年 DIGITAL DAESUNG
- 2018年 スプライト
- 2018年 Le Coq Sportif;
- 2018年 ランバンエクラドアルペジュ
- 2019年 イニスフリー
- 2019年 NII
- 2019年 農協
- 2019年 エリート制服
- 2019年 済州焼酎青い夜
- 2019年 フレンズ子供ドロップ
- 2020年 モンベスト

## 賞とノミネート

### 受賞
- 2019年「2019年のブランド大賞 今年のライジングスター女優部門」
- 2019年「第12回コリアドラマアワード 今年のスター賞」（『彼はサイコメトラー』）
- 2019年「KBS芸能大賞 ベストカップル賞」（with チェ・ボミン『ミュージックバンク』）
- 2020年「アジアモデルアワード 女優部門新人賞」
- 2020年「KBS演技大賞 女性新人賞」（『おかえり』）

### ノミネート
- 2019年「KBS芸能大賞 バラエティ部門新人賞」（『ミュージックバンク』）